# Arquidiocese de Espoleto-Nórcia
A Arquidiocese de Spoleto-Nórcia ou de Espoleto-Nórcia, (em latim: Archidioecesis Spoletana-Nursina), é uma arquidiocese da Igreja Católica , integrante da região eclesiástica da Úmbria. Sua igreja-sede é a Catedral de Espoleto, sua concatedral é a Concatedral de Núrsia e possui a Basílica de São Bento em Espoleto. Seu arcebispo atual é Dom Renato Boccardo.

## Território
A arquidiocese compreende 25 comunas das províncias de Perúgia e Terni bem como uma pequena fração da comuna de Foligno. Possui 74 paróquias. A população da região era de cerca de 101 mil habitantes em 2004, destes cerca de 98% católicos.

## História
A região recebeu os primeiros pregadores cristãos já no século I. É possível que tenham conquistados fiéis e fundado igrejas. A diocese de Nórcia surgiu depois no século III mas desapareceu já antes do século X, anexada a diocese de Espoleto. Em 1821, Espoleto foi promovida a arquidiocese e no mesmo ano ressurgiu a diocese de Nórcia. Em 1986 a diocese de Nórcia definitivamente foi agregada à arquidiocese de Espoleto e então surgiu a moderna denominação da atual.

## Cronologia dos bispos e arcebispos de Espoleto-Nórcia
Como as referências históricas aos bispos e arcebispos de Nórcia e Espoleto são raras e vagas, não é possível definir quais seus nomes e datas dos bispado: 
- S. Brício
- S. João
- S. Felício (século II)
- S. Elígio (século II)
- S. Ântimo (176 - ?)
- S. Feliciano M. (século III)
- S. Saturnino (230 – 270)
- S. Sabino (? – 303)
- S. Brício II (? – 319)
- S. Marcial (320 - ?)
- S. Ceciliano (351 - ?)
- S. Aquiles (402 – 418)
- S. Spes (420 – 452)
- S. Amásio (476 – 489) ou (382 – 395)
- S. Melécio (490 - ?)
- S. João II (492 – 457)
- S. Lourenço (552 – 563)
- S. Pedro (563 - ?)
- Crisanto (590 – 603)
- Andreia I (670 - ?)
- Felício II (680 - ?)
- Monaldo (743 – 747)
- Lodegário (?)
- Deodato (777 – 781)
- Adelmo (existência incerta) (801 – 814)
- Sigualdo (814 – 827)
- Luitário (839 – 844)
- Pedro II (844 – 861)
- Felício II(III) (877 - ?)
- Almárico (886-887– 916)
- Alberto  (?)
- Romano (961 – 963)
- Berengário (963 - ?)
- Lupo (967 - ?)
- Adalberto (Eriberto) (1015 - ?)
- Berardo (1028 -?)
- João III (1032 - ?)
- Henrique (1049 - ?)
- Andreia II (1066 - ?)
- Rodolfo (1080 - ?)
- Salomone (1102 - ?)
- Henrique Gualfriedi (1114 - ?)
- Manualdo (1135 - ?)
- Barattale (1144 - ?)
- Lotário (1173 – 1178)
- Transárico (1178 - ?)
- Mateus (1190 – 1198)
- Benedito (1199 - ?)
- Nicola Porta (1208 – 1235)
- Bartolomeo Accoramboni (1236 –1271)
- Tommaso de Angelis (1271 – 1278)
- Rolando Taverna (1275 – 1278)
- Paperone de Paperoni (1285 – 1290)
- Gerardo (1290 – 1296)
- Francesco (1296 – 1299)
- Nicola de Albertinis (1299 – 1303)
- Giovanni IV (1303 – 1307)
- Pietro III Trinci (1307 – 1320)
- Bartolomeo de Bardis (1320 – 1344)
- Pietro IV (1346 - ?)
- Giovanni V (1350 – 1369)
- Bernardo Bonavalle (1371 – 1371)
- Giacomo Muti Romanus (1372 – 1374)
- Galardo De Pallairaco De Bellovide (1374 – 1378)
- Ferdinando (1379 – 1390)
- Lorenzo II Corvino (1390 – 1403)
- Carlo (1403)  (eleito; não consagrado)
- Agostino (1403 – 1410)
- Giacomo Palladini (1410 – 1417)
- Blondo Conca (1417) (eleito pelo clero mas não aprovado pelo papa Martinho V)
- Nicola Vivari (1417 – 1419)
- Giacomo de Turcis (1419 – 1424) e (1424 - 1427) (a segunda vez como administrador apostólico)
- Giacomo IV del Campolo (1424 – 1424)
- Lotto de Sardis (1427 – 1445).
- Francesco Lupicino (1445 - ?) (eleito pelo clero mas não aceito pelo papa Eugênio IV)
- Marco Condulmer (1445 - 1446 (patricarca latino de Alexandria e administrador apostólico de Espoleto)
- Sagace de Comitibus (1446 – 1448)
- Bernardo Eroli (1448 – 1474)
- Costantino Eroli (1474 – 1500)
- Francesco Eroli (1500 – 1540)
- Fabio de Vigili (1540 - ?)
- Cardeal Fulvio Giulio della Corgna (1555 – 1562)
- Fulvio Ursini (1562 – 1580)
- Cardeal Pietro Ursini (1580 – 1591)
- Paolo Sanvitale (1591 – 1600)
- Cardeal Alfonso Visconti (1601 – 1608)
- Maffeo Barberini, o papa Urbano VIII (1608 - 1617)
- Lorenzo Castrucci (1617 – 1655)
- Cesare Facchinetti (1655 – 1672)
- Ludovico Sciamanna (1675 – 1688)
- Cardeal Opizio Pallavicini  (1689 – 1691)
- cardeal Marcello Durazzo (cardeal)  (1691 – 1697)
- Pietro Gaddi (1697 – 1710)
- Carlo Giacinto Lascaris (1711 – 1726)
- Pietro Carlo de Benedetti (1726 – 1739)
- Ludovico Ancaiani (1739 – 1743)
- Paolo Bonavisa (1743 – 1759)
- Vincenzo Ab Acqua (1759 – 1772)
- Cardeal Francesco Maria Locatelli (1772 – 1812)
- Francesco Canali (1814 – 1820)
- Mario Ancaiani (1821 – 1827)
- Giovanni Maria Mastai Ferretti, papa e beato Pio IX (1846 - 1878)
- Giovanni Ignazio Cadolini (1832 – 1838)
- Giovanni Sabbioni (1838 – 1852)
- Giovanni Battista Arnaldi (1853 – 1867)
- Domenico Cavallini Spadoni (1871 – 1879)
- Elvezio Mariano Pagliari (1879 – 1900)
- Domenico Serafini (1900 – 1913)
- Pietro Pacifici (1913 – 1934)
- Pietro Tagliapietra (1934 – 1948)
- Mario Raffaele Radossi (1948 – 1967)
- Cardeal Ugo Poletti (1967 – 1969)
- Giuliano Agresti (1969 – 1973)
- Ottorino Pietro Alberti (1973 – 1986)

### Bispos da primeira diocese de Nórcia
- S. Costantino Ursini (311 – 314)
- Stefano (490 - ?)
- Primevo (?)
- Giovanni (?)

A primeira união ocorreu no século X. Em 1821 ocorreu a promoção da diocese de Espoleto e se recriou a diocese de Nórcia. Eis a lista de bispos revivida:
- Gaetano Bonanni (1821 – 1843)
- Litterio Turchi (1843 – 1850)
- Raffaele Bacchettoni (1850 – 1880)
- Domenico Bucchi-Accica (1880 – 1889) (transferido p/ Orvieto)
- Mariano Cavasci (1889 – 1894)
- Nicola Ranieri (1889 – 1904)
- Ercolano Marini (1904 – 1915) (transferido p/ Amalfi)
- Vincenzo Migliorelli (1915 – 1928) (transferido p/ San Severino-Treia)
- Settimio Peroni (1928 – 1951) (resignou; arcebispo titular de Viminácio; faleceu em 1958)
- Ilario Roatta (1951 – 1960) (transferido p/ Sant'Agata de' Goti)
- Alberto Giuseppe Scola (1960 – 1972) (resignou; morreu em 1982)
- Giuliano Agresti (1972 – 1973) (transferido p/ Lucca)
- Ottorino Pietro Alberti (1973 – 1986) (apontado arcebispo de Espoleto-Nórcia)

### Arcebispo de Espoleto-Nórcia
Em 1986 houve a união da arquidiocese de Espoleto com a diocese de Nórcia. Lista de arcebispos da configuração atual:
- Ottorino Pietro Alberti (1986 – 1987) (transferido p/ Cagliari)
- Antonio Ambrosanio (1988 – 1995)
- Riccardo Fontana (1996  – 2009)
- Renato Boccardo (desde 2009)